# 中南部県
中南部県 （スペイン語: Provincia Centro Sur）は赤道ギニアの県のひとつ。リオ・ムニ中部に位置する。西をリトラル県、北東をキエンテム県、南東をウェレンザス県と州境を接し、北辺をカメルーン、南辺をガボンと国境を接する。面積9,931km2、人口125,856人（2001年調査）。県都はエヴィナヨング。